# Plasmapotential
Das Plasmapotential ist in der Physik von Plasmen das elektrische Potential, das innerhalb eines quasineutralen Plasmas vorherrscht. Wie jedes Potential besitzt es nur eine Bedeutung, wenn es in Relation zu einem Referenzpotential gesetzt wird, was einer elektrischen Spannung gleichbedeutend ist. Das Plasmapotential kann mit einer Langmuir-Sonde bestimmt werden.

## Weiterführendes
- Ulrich Stroth: Plasmaphysik. 1. Auflage. Vieweg+Teubner, Wiesbaden 2011, ISBN 978-3-8348-1615-3.